# 凯文·洛奇
凯文·洛奇（英語：Kevin Roche，1922年6月14日—2019年3月1日），美国當代建筑师，1982年第四届普利兹克奖得主。
凯文生于爱尔兰都柏林，1948年移民美国。1964年成为美国公民。
他去美国时，起意环球旅行10年，每年为不同的建筑师工作。伊利诺理工学院的研究生课程成为他的第一站，当时，密斯正执教于斯。
1951年，他加入位于密歇根州Bloomfield Hills的沙里宁事务所。他未来的合伙人詹·丁克路（John Dinkeloo）亦于同年加入。自1954年至Eero·沙里宁1961年辞世，凯文·洛奇是其最主要的设计成员。